# Länsikari, Nagu
Länsikari är en ö nära Innamo i Nagu,  Finland. Den ligger i Skärgårdshavet i Pargas stad i den ekonomiska regionen  Åbo ekonomiska region i landskapet Egentliga Finland, i den sydvästra delen av landet. Ön ligger omkring 10 kilometer norr om Innamo, 18 kilometer nordväst om Nagu kyrka, 30 kilometer väster om Åbo och omkring 180 kilometer väster om Helsingfors. Närmaste allmänna förbindelse är förbindelsebryggan vid Maskinnamo som trafikeras av M/S Falkö.
Öns area är 0,7 hektar och dess största längd är 130 meter i nord-sydlig riktning.